# دانشگاه آتیلیم
دانشگاه آتیلیم (Atılım) در سال ۱۹۹۵ به وسیلهٔ بنیاد آتیلیم در استانبول ایجاد شد. هدف از ایجاد این بنیاد، کمک به افراد ضعیف بود. دانشگاه در سال ۱۹۹۷ و با ۳ دانشکده شروع به کار کرد. برای پذیرفته شدن بی قید و شرط از دانشگاه کسب نمره ۵۰۰ از امتحان تافل ضروری است. افرادی که بین ۴۰۰ تا ۴۴۹ نمره از امتحان تافل را کسب نمایند، به‌طور مشروط وارد دانشگاه می‌شوند.